# گلون (لارستان)
گلون روستایی در دهستان جویم و بخش جویم و شهرستان لارستان در جنوب استان فارس در ایران واقع شده است.